# 517 př. n. l.

## Hlavy států
- Perská říše – Dareios I. (522–486 př. n. l.)